# Lo Mas d'Asilh
Le Mas d'Asilh (amb l'article dialectal "Le" en comptes de "Lo")(en francès Le Mas-d'Azil) és un municipi francès situat al departament de l'Arieja i a la regió d'Occitània.